# Де Араужо Алвес, Франсиско Умберто
Франси́ско Умбе́рто де Арау́жо А́лвес (порт. Francisco Humberto de Araújo Alves; род. 24 ноября 1986, Сан-Паулу), более известный как просто Умберто (порт. Humberto) — бразильский футболист, игрок в мини-футбол.

## Биография
Умберто начинал карьеру в бразильском чемпионате, выступал там за такие известные команды как «Малви» и «Крона». В начале 2011 года он покинул Бразилию и перебрался в российский чемпионат, став игроком новосибирского «Сибиряка».
В Новосибирске Умберто сразу же проявил себя как отменный бомбардир. Хотя он прибыл в расположение команды лишь в начале февраля, по итогам сезона он стал лучшим бомбардиром новосибирцев. А по итогам плей-офф он стал лучшим бомбардиром всей лиги. Всего же в дебютном сезоне Умберто забил 20 мячей в 17 матчах (в том числе 13 мячей в 13 матчах плей-офф).
В начале 2015 года перешёл в алматинский «Кайрат», который искал замену Же, дисквалифицированному в Кубке УЕФА. Умберто в составе «Кайрата» стал обладателем Кубка УЕФА 2014/15.